# Juditha molpe
Juditha molpe is een vlindersoort uit de familie van de prachtvlinders (Riodinidae), onderfamilie Riodininae.
Juditha molpe werd in 1808 beschreven door Hübner.